# Chung kết Cúp bóng đá châu Á 2015
Trận chung kết Cúp bóng đá châu Á 2015 được diễn ra ngày 31 tháng 1 năm 2015 tại Sân vận động Australia ở thành phố Sydney, Úc để chọn đội vô địch của giải bóng đá lớn nhất của châu Á do Liên đoàn bóng đá châu Á (AFC) tổ chức. Hai đội được bước vào trận chung kết là Hàn Quốc và Úc. Trận đấu đã kết thúc với tỉ số 1–2 nghiêng về Úc, và là đội đầu tiên giành chức vô địch Asian Cup. Úc qua đó chính thức giành quyền tham dự Cúp Liên đoàn các châu lục 2017 diễn ra vào năm 2017 ở Nga.

## Thông tin quanh trận đấu

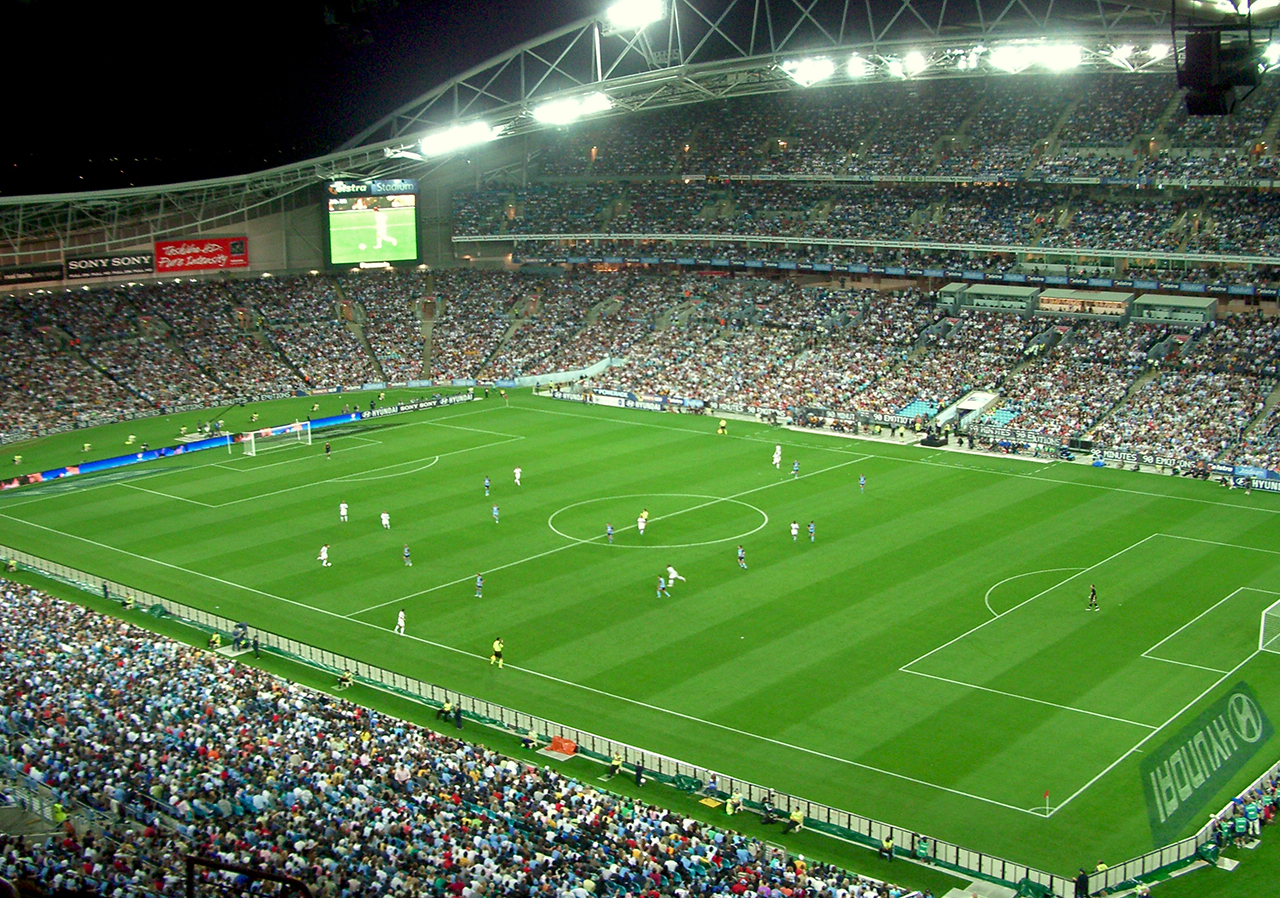
Sân vận động Australia ở Sydney sẽ đăng cai trận chung kết Cúp bóng đá châu Á 2015

Sân vận động Australia được công bố là địa điểm cuối cùng của năm 2015 về ngày 27 tháng 3 năm 2013, cùng với việc công bố trong năm sân vận động được sử dụng trong các giải đấu. Các địa điểm được lựa chọn thay cho sân vận động Melbourne Rectangular, mà đã được thay vì chọn để tổ chức mở màn trận đấu của Cúp bóng đá châu Á, giữa chủ nhà Úc và Kuwait. Các sân vận động đăng cai trận chung kết có sức chứa lớn nhất của bất kỳ khác được sử dụng trong các giải đấu, cùng với khán giả đám đông 84.000. Được khai trương đầu tiên vào năm 1999, và được xây dựng để chủ nhà Thế vận hội Sydney 2000. Các địa điểm đã đăng cai để một số sự kiện thể thao lớn ở Sydney, và nó đã được sử dụng trong 7 trận đấu tại Cúp bóng đá châu Á 2015, bao gồm cả các trận đấu vòng bảng, tứ kết và bán kết, cũng như trận chung kết.

## Đường đến trận chung kết

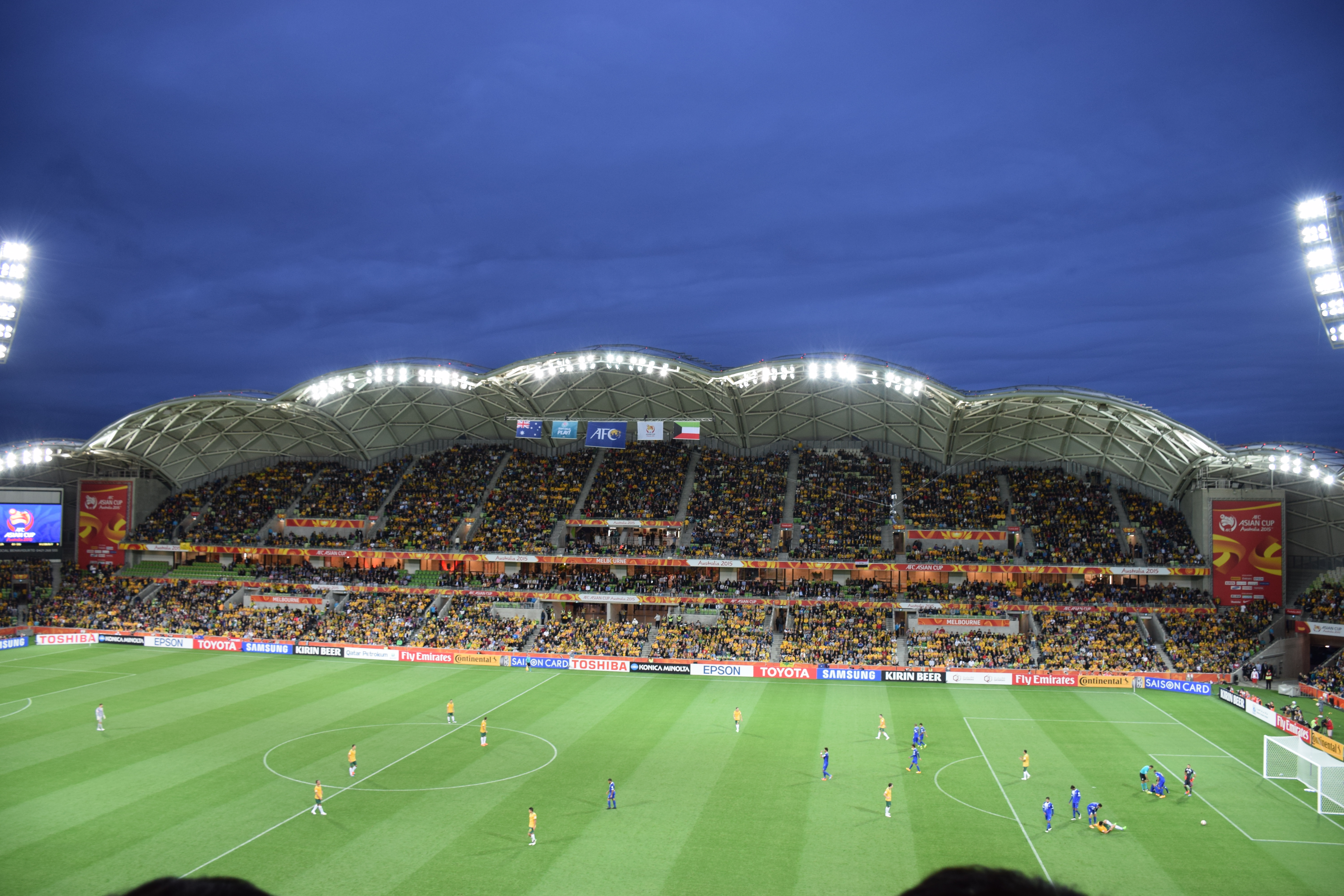
Úc mở màn trận đấu gặp đội Kuwait tại Sân vận động Melbourne Rectangular

| Đội      | St | T | H | B | Bt | Bb | HS | Điểm |
| -------- | -- | - | - | - | -- | -- | -- | ---- |
| Hàn Quốc | 3  | 3 | 0 | 0 | 3  | 0  | +3 | 9    |
| Úc       | 3  | 2 | 0 | 1 | 8  | 2  | +6 | 6    |
| Oman     | 3  | 1 | 0 | 2 | 1  | 5  | −4 | 3    |
| Kuwait   | 3  | 0 | 0 | 3 | 1  | 6  | −5 | 0    |

| Đội      | St | T | H | B | Bt | Bb | HS | Điểm |
| -------- | -- | - | - | - | -- | -- | -- | ---- |
| Hàn Quốc | 3  | 3 | 0 | 0 | 3  | 0  | +3 | 9    |
| Úc       | 3  | 2 | 0 | 1 | 8  | 2  | +6 | 6    |
| Oman     | 3  | 1 | 0 | 2 | 1  | 5  | −4 | 3    |
| Kuwait   | 3  | 0 | 0 | 3 | 1  | 6  | −5 | 0    |

## Trận đấu cuối cùng
Lễ bế mạc Cúp bóng đá châu Á 2015 sẽ diễn ra tại sân vận động Australia, trước khi trận đấu cuối cùng của giải đấu bắt đầu.

## Trận đấu

### Chi tiết
| Hàn Quốc            | 1–2 (s.h.p.) | Úc                       |
| ------------------- | ------------ | ------------------------ |
| Son Heung-Min 90+1' | Chi tiết     | Luongo 45' · Troisi 105' |

| Hàn Quốc | Úc |

| GK                      | 23 | Kim Jin-Hyeon                |  |     |
| RB                      | 22 | Cha Du-Ri                    |  |     |
| CB                      | 5  | Kwak Tae-Hwi                 |  |     |
| CB                      | 19 | Kim Young-Gwon               |  |     |
| LB                      | 3  | Kim Jin-Su                   |  |     |
| CM                      | 6  | Park Joo-Ho                  |  | 71' |
| CM                      | 20 | Jang Hyun-Soo                |  |     |
| RW                      | 10 | Nam Tae-Hee                  |  | 64' |
| AM                      | 16 | Ki Sung-Yueng (c)            |  |     |
| LW                      | 7  | Son Heung-Min                |  |     |
| CF                      | 18 | Lee Jung-Hyup                |  | 88' |
| Vào thay người:         |    |                              |  |     |
| GK                      | 1  | Jung Sung-Ryong              |  |     |
| DF                      | 2  | Kim Chang-Soo                |  |     |
| DF                      | 4  | Kim Ju-Young                 |  | 88' |
| MF                      | 8  | Kim Min-Woo                  |  |     |
| FW                      | 9  | Cho Young-Cheol              |  |     |
| FW                      | 11 | Lee Keun-Ho                  |  | 64' |
| MF                      | 12 | Han Kyo-Won                  |  |     |
| MF                      | 14 | Han Kook-Young               |  | 71' |
| MF                      | 15 | Lee Myung-Joo                |  |     |
| GK                      | 21 | Kim Seung-Gyu                |  |     |
| MF                      | 13 | Koo Ja-Cheol (chấn thương)   |  |     |
| MF                      | 17 | Lee Chung-Yong (chấn thương) |  |     |
| Huấn luyện viên trưởng: |    |                              |  |     |
| Uli Stielike            |    |                              |  |     |

| GK                      | 1  | Mathew Ryan              |     |     |
| RB                      | 2  | Ivan Franjic             | 6'  | 75' |
| CB                      | 20 | Trent Sainsbury          |     |     |
| CB                      | 6  | Matthew Spiranovic       | 59' |     |
| LB                      | 3  | Jason Davidson           | 41' |     |
| RM                      | 5  | Mark Milligan            |     |     |
| CM                      | 15 | Mile Jedinak (c)         | 66' |     |
| LM                      | 21 | Massimo Luongo           |     |     |
| RW                      | 10 | Robbie Kruse             | 68' | 71' |
| LW                      | 7  | Mathew Leckie            |     |     |
| CF                      | 4  | Tim Cahill               |     | 64' |
| Vào thay người:         |    |                          |     |     |
| FW                      | 9  | Tomi Juric               |     | 64' |
| MF                      | 11 | Tommy Oar                |     |     |
| GK                      | 12 | Mitchell Langerak        |     |     |
| DF                      | 13 | Aziz Behich              |     |     |
| MF                      | 14 | James Troisi             |     | 71' |
| FW                      | 16 | Nathan Burns             |     |     |
| MF                      | 17 | Matt McKay               |     | 75' |
| GK                      | 18 | Eugene Galekovic         |     |     |
| MF                      | 19 | Terry Antonis            |     |     |
| DF                      | 22 | Alex Wilkinson           |     |     |
| MF                      | 23 | Mark Bresciano           |     |     |
| DF                      | 8  | Chris Herd (chấn thương) |     |     |
| Huấn luyện viên trưởng: |    |                          |     |     |
| Ange Postecoglou        |    |                          |     |     |

| Cầu thủ xuất sắc nhất trận: Trent Sainsbury (Úc) Trợ lý trọng tài: Reza Sokhandan (Iran) Mohammad Reza Abolfazli (Iran) Trọng tài bàn: Fahad Al-Mirdasi (Ả Rập Xê Út) Trọng tài giám sát: Abdulla Al-Shalwai (Ả Rập Xê Út) | Quy tắc trận đấu: - 90 phút. - 30 phút của hiệp phụ được chỉ định. - Phạt đền nếu tỷ số đều bàn hòa. - Tối đa 12 cầu thủ dự bị, và có ba quyền thay đổi người. |

### Thống kê
| Thống kê       | Hàn Quốc | Úc  |
| -------------- | -------- | --- |
| Bàn thắng      | 0        | 1   |
| Số cú sút      | 5        | 3   |
| Sút trúng đích | 2        | 2   |
| Giữ bóng       | 43%      | 57% |
| Phạt góc       | 2        | 1   |
| Lỗi            | 7        | 8   |
| Việt vị        | 2        | 2   |
| Thẻ vàng       | 0        | 2   |
| Thẻ đỏ         | 0        | 0   |

| Thống kê       | Hàn Quốc | Úc  |
| -------------- | -------- | --- |
| Bàn thắng      | 1        | 1   |
| Số cú sút      | 6        | 5   |
| Sút trúng đích | 5        | 3   |
| Giữ bóng       | 50%      | 50% |
| Phạt góc       | 1        | 1   |
| Lỗi            | 11       | 13  |
| Việt vị        | 3        | 0   |
| Thẻ vàng       | 0        | 3   |
| Thẻ đỏ         | 0        | 0   |

| Thống kê       | Hàn Quốc | Úc  |
| -------------- | -------- | --- |
| Bàn thắng      | 1        | 2   |
| Số cú sút      | 1        | 4   |
| Sút trúng đích | 2        | 2   |
| Giữ bóng       | 40%      | 60% |
| Phạt góc       | 0        | 0   |
| Lỗi            | 1        | 5   |
| Việt vị        | 4        | 2   |
| Thẻ vàng       | 0        | 0   |
| Thẻ đỏ         | 0        | 0   |

| Thống kê       | Hàn Quốc | Úc  |
| -------------- | -------- | --- |
| Bàn thắng      | 1        | 2   |
| Số cú sút      | 16       | 12  |
| Sút trúng đích | 9        | 7   |
| Giữ bóng       | 46%      | 54% |
| Phạt góc       | 3        | 2   |
| Lỗi            | 19       | 26  |
| Việt vị        | 9        | 4   |
| Thẻ vàng       | 0        | 5   |
| Thẻ đỏ         | 0        | 0   |